# Хутір (Колодезька сільська рада)
Хутір (біл. вёска Хутар) — село в складі Червенського району Мінської області, Білорусь. Село підпорядковане Колодезькій сільській раді, розташоване в центральній частині області.